# Estación de San Lázaro
San Lázaro fue una estación ferrocarrilera ubicada en el centro de la Ciudad de México, en las calles de Emiliano Zapata, Rosario, Plaza San Lázaro y parte de lo que hoy ocupa La Cámara de Diputados. 
En 1973, cuando la estación dejó de funcionar se pensó que ese era un buen lugar para fundar un museo, sin embargo, la idea no llegó a realizarse debido a que el terremoto de 1985 derribó el proyecto. Los daños que sufrió la estructura provocó que la mayor parte del inmueble fuera demolido para dar paso a departamentos y al inmueble que hoy alberga a los diputados federales.
Hoy en día, los terrenos de esta antigua estación de ferrocarriles están ocupados por una unidad habitacional.

## Historia
Esta estación de ferrocarril fue edificada durante el porfiriato en el año de 1878. De esta estación salían ferrocarriles de vía angosta que cubrían la ruta del llamado Ferrocarril Interoceánico (Ciudad de México-Puebla-Veracruz-Istmo de Tehuantepec).
Años más tarde, la estación ya no fungió con su función y en su lugar se erige una unidad habitacional.
Los elementos que se conservan de lo que fue la estación son el arco de la portada, en la entrada de la unidad habitacional Emiliano Zapata, en la calle plaza San Lázaro 21, la garita de origen colonial conocida como la casa de los espectros y que fue adaptada para funcionar como andén de la estación y algunos restos de las vías férreas tendidas en el camellón lateral y central de Calzada Ignacio Zaragoza.